# Bathybadistes fragilis
Bathybadistes fragilis är en kräftdjursart som beskrevs av Merrin, Malyutina och Brandt 2009. Bathybadistes fragilis ingår i släktet Bathybadistes och familjen Munnopsidae. Inga underarter finns listade i Catalogue of Life.